# Scott Dixon
Scott Dixon   (Brisbane, 22 de juliol de 1980) és un pilot professional de Nova Zelanda. Competeix per Chip Ganassi Racing des que va començar a competir a l'IndyCar Series, Dixon ha guanyat el campionat sis cops: 2003, 2008, 2013, 2015, 2018 i 2020. També ha guanyat l'edició número 92 del Gran Premi d'Indianapolis 500 l'any 2008 sortint des de la primera posició. Amb 51 victòries, Dixon és el tercer conductor més reeixit en la història dels Cotxes de Campionat americans (només per darrera d'A.J. Foyt i Mario Andretti amb 67 i 52 victòries respectivament).